# Glover (jeu vidéo)
Pour les articles homonymes, voir Glover.
Glover est un jeu vidéo de plates-formes par Hasbro Interactive sorti sur Nintendo 64, PlayStation et PC. Un remake du jeu a été édité sur Steam par Piko Interactive . Il met en scène un gant et une balle dans 6 mondes différents de 3 à 5 niveaux chacun.
Un deuxième portage Windows mis à jour est sorti en 2022 et un portage pour Nintendo Switch Xbox One Xbox Series X/S PS4 PS5 sera disponible le 27 février 2025

## Histoire
Un puissant magicien est transformé en pierre à la suite de la préparation d'une potion ratée. Les deux « gants » qui lui servaient de mains ont été séparés. Le premier, tombé dans la marmite, est devenu méchant et l'autre, Glover, a été défenestré et se retrouve hors du château. Les 6 cristaux magiques (que Glover a transformés in extremis, en balle afin qu'ils ne se brisent pas) permettant de sauver le magicien sont alors éparpillés par le "mauvais gant" dans 6 mondes différents. Glover retrousse ses manches et part à leur recherche pour que le château retrouve des couleurs plus chatoyantes.

## Système de jeu
Concrètement, le joueur incarne Glover, un gant qui évolue dans un univers 3D. Comme de nombreux jeux de cette période, le gameplay est très inspiré de Super Mario 64, notamment au niveau des mouvements. Le but est d'amener un cristal sous forme de balle au bout du niveau à un emplacement précis. C'est là toute l'originalité du jeu; en effet, il ne suffit pas de trouver les cristaux, il faut réussir à les amener au bout du niveau sans qu'il y ait de casse.
Glover possède une très grande liberté de mouvement; tout d'abord il peut marcher, sauter, courir mais aussi ramper, faire la roue ou donner un coup de poing. Ensuite, il peut manipuler la balle en la poussant, la faisant rebondir, la lancer, marcher en équilibre dessus ou encore la métamorphoser en boule de bowling, en balle magnétique ou en morceau de cristal.

## Mondes
- Atlantis: Premier monde dont les architectures sont inspirées de la cité d'Atlantis.
- Carnival: Un monde de manèges et de chapiteaux. Avec musiques de fête foraine.
- Pirate: Monde de galions et villages portuaires.
- Prehistoric: Un monde peuplé de dinosaures, de volcans et de glaciers.
- Fortress of fear: Un château hanté très sombre.
- Out of this world: Un univers spatial très déjanté.

## Musique
De nombreux joueurs reprochent au jeu d'avoir une ambiance qualifiée de « bizarre ». Les musiques du jeu s'avèrent effectivement très étranges et contribuent à ce jugement discutable[réf. nécessaire].

## Suites
Une suite du jeu a été prévue pour Nintendo 64, PC et Dreamcast sous le nom de Glover 2, mais n'a jamais abouti.

## Accueil
- Jeuxvideo.com : 12/20 (N64)[2]